# Servotel
Het Servotel is een voormalige serviceflat annex hotel-restaurant van 13 verdiepingen in de Friese plaats Drachten.

## Geschiedenis
In mei 1972 werd door KVP-fractieleider en woordvoerder volkshuisvesting Frans Andriessen het Servotel 'Talma' aan de Martin Luther Kingsingel geopend. Deze nieuwe vorm van wonen was bedoeld voor een zo groot mogelijke groep belanghebbenden: gepensioneerde echtparen, gepensioneerde incomplete gezinnen, werkende echtparen zonder kinderen of waarvan de kinderen reeds uit huis waren, werkende alleenstaanden, diegenen die voor hun werkzaamheden in Noord-Nederland een gemeubileerd appartement wilden hebben voor een bepaalde periode (pensiongasten) en kortverblijf hotelgasten of passanten. Dit gecombineerd met een restaurant, eatcounter, bar, bowlingbanen, biljartkamer, sauna, bank en kleine kantoorruimten, maakte het Servotel van woningbouwvereniging Talma tot een primeur in Nederland.
Bij de opening was de bezettingsgraad 5 à 6 gezinnen en waren er ongeveer 30 à 40 aanvragen per dag. Van de 60 aanvragen bleven er zo'n 8 over die ook werkelijk kwamen. De meeste aanvragen (zo'n 80%) kwamen uit West-Nederland, vooral uit de grote steden. De omgeving van Drachten reageerde nogal afwachtend. Er waren 130 kamers voor vaste bewoners en 20 kamers voor hotel- of pensiongasten. Op de 13e verdieping waren de hotelkamers gesitueerd terwijl op de 12e verdieping de pensionkamers waren ondergebracht. Op de 2e tot en met de 11e verdieping bevonden zich de service-appartementen. De totale bouwkosten waren ruim 10 miljoen gulden. De toenmalige burgemeester drs. Willem Ernest van Knobelsdorff legde er bij de opening de nadruk op dat Smallingerland zich van z’n stempel 'tweederangs gemeente' moest ontdoen. Met de opening van het Servotel was volgens hem weer een goede stap gezet op het pad dat leidde tot erkenning als 'eersteklas gemeente'.
De serviceflat was vooral bestemd voor ouderen, maar sinds medio 2008 woonden er ook jongeren met een lichte verstandelijke beperking die begeleiding nodig hadden. Toen woningcorporatie WoonFriesland (waarin Talma is opgegaan) en huurder Tjallinga Hiem uit Leeuwarden een contract tekenden, wisten zij niet dat er volgens het oorspronkelijke bestemmingsplan alleen bejaarden mochten verblijven. Nadat omwonenden bij de gemeente aan de bel trokken, verleende de wethouder ontheffing.

### Dreigende sloop
Begin 2012 werd bekendgemaakt dat het Servotel gesloopt zou worden en vervangen door 
nieuwbouw. Voor de op dat moment 158 appartementen zouden 40 ruimere en luxere zorgappartementen terugkomen die in 2016 gereed moesten zijn. Zorgaanbieder ZuidOostZorg huurde destijds 35 zorgappartementen in het Servotel, van de overige 115 serviceappartementen van WoonFriesland stonden er 57 leeg. Het Servotel zou worden gesloopt omdat het niet meer aan de eisen van de tijd voldeed. De kleine appartementen hadden geen eigen kookgelegenheid en verouderde badkamers. Na veertig jaar had het voor de skyline van Drachten beeldbepalende flatgebouw (de Tjaardaflats zijn nog net iets hoger) aan de rand van de wijk De Bouwen geen aanzien meer.

De ooit zo luxe serviceflat dreigde een spookgebouw te worden toen de sloop werd uitgesteld. Vanwege de kredietcrisis en overheidsmaatregelen hadden WoonFriesland en ZuidOostZorg geen geld voor nieuwbouw op dezelfde plek. De instellingen waren al begonnen met het verhuizen van huurders en cliënten en gingen daarmee door. Eind 2013 moest de flat leeg zijn.

### Begeleid wonen
Sinds 2015 wordt het Servotel weer deels bewoond. Voor mensen met een psychiatrische indicatie huurt Zorggroep Aventura er meerdere etages voor begeleid wonen.